# مذبحة نيلي
وقعت مذبحة نيلي ضد سكان مسلمين في ولاية أسام الهندية في صباح 18 فبراير عام 1983، واستغرقت ست ساعات وقام بها رجال قبيلة لالونج. وقد أودت هذه المذبحة بحياة 2191 شخصًا (تُشير الأرقام غير الرسمية إلى أكثر من 5000 قتيل) من 14 قرية - أليسينغا وكالا باتهار وباسينداري وبجدوبا بيل وبجدوبا هابي وبورجولا وبتيوني وإندورماري وماتي باربات وملاداري وماتي باربات الثامنة وسيلباتا وبوربيوري ونيلي - في حي ناجاون. وكان معظم الضحايا في الأساس من بنغلاديش. وكان عددًا من الإعلاميين يمرون بالقرب من القرية وشهدوا هذه المجزرة.
وتُعتبر الاشتباكات العرقية التي حدثت في نيلي هي إحدى تداعيات القرار الذي اتُخذ بإجراء انتخابات عام 1983 المثيرة للجدل في خضم القلاقل التي شهدتها ولاية أسام. وقد وُصِفت بأنها أحد أسوأ المجازر منذ الحرب العالمية الثانية.

## الأسباب
في عام 1978، توفي أحد أعضاء برلمان لوك سابها ويُدعى هيرالال باتواري، مما استوجب إجراء انتخابات فرعية في دائرة مانجلدوي الانتخابية لانتخابات لوك سابها. وخلال عملية الانتخابات، لوحظ زيادة عدد الناخبين بشكل هائل (وتُعزى هذه الزيادة إلى الهجرة غير الشرعية بحسب ما قيل). وقد طالب اتحاد طلاب ولاية أسام (AASU) بتأجيل الانتخابات إلى حين حذف أسماء «الرعايا الأجانب» من كشوف الانتخابات. وقام اتحاد طلاب ولاية أسام فيما بعد بإثارة قلاقل للضغط على الحكومة وإجبارها على تحديد المهاجرين وطردهم.
واعتُبرت الاشتباكات العرقية التي حدثت في نيلي إحدى تداعيات القرار الذي اتُخذ بإجراء انتخابات مجلس لوك سابها المثيرة للجدل في عام 1983 (والتي قاطعها اتحاد طلاب ولاية أسام)، وذلك على الرغم من المعارضة الشديدة التي واجهت هذا القرار من قِبل عناصر عديدة في الولاية. واقترح مسؤولون في الشرطة إجراء الانتخابات على مراحل لتجنب أي أحداث عنف. ووفقًا لما قاله المفتش العام في الشرطة في هذا الوقت كانور بال سينغ جيل، كانت هناك 63 دائرة انتخابية يُمكن إجراء الانتخابات فيها بدون أي مشاكل. وبالنسبة لبقية الدوائر، أعلنت شرطة ولاية أسام أن هناك 23 دائرة انتخابية «يستحيل فيها إجراء أي انتخابات.» وذُكرت نيلي باعتبارها أحد الأماكن «المضطربة» قبل الانتخابات.
وتم نشر 400 فرقة من قوات مركزية شبه عسكرية وإحدى عشرة كتيبة تابعة للجيش الهندي لحراسة ولاية أسام في الوقت المقرر فيه إجراء الاقتراع في هذه المراحل.

## المذبحة
في السابع عشر من فبراير عام 1983، ذهبت قوات الشرطة على متن شاحنتين إلى قرية بور بوري وأكدوا لأهل القرية أنهم كانوا يقومون بدوريات حراسة بالقرب من القرية وأن القرية مؤمنة بالكامل. وبعد أن اطمأن أهل القرية على تأمينها من قِبل رجال الشرطة، خرج المسلمون من أهالي نيلي إلى عملهم خارج القرية كعادتهم في صباح الثامن عشر من فبراير عام 1983 في حوالي الساعة 8:30 صباحًا، وفجأة تعرضت القرية لهجوم من قِبل العصابات الذين هاجموا القرية من ثلاث جهات وحاصروا أهلها ودفعوهم في اتجاه نهر كوبيلي. وكانت هذه العصابات تتألف من أفراد مسلحين يحملون أسلحة حادة ورماح وعدد قليل من البنادق وتقدموا نحو نيلي بطريقة منظمة. وقام المعتدون بتطويق القرية من جميع الجوانب وتركوا فقط الجانب الذي ينتهي بنهر كوبيلي حيث كان هناك أيضًا معتدون آخرون على متن زوارق. وبدأ القتل في حوالي التاسعة صباحًا واستمر حتى الثالثة عصرًا. وكان معظم الضحايا من النساء والأطفال. وتم نقل الناجين إلى مركز شرطة ناجاون. ووُضع معظمهم في مخيم نيلي في حي ناجاون، ولم يعودوا إلى قريتهم إلا بعد 14 يومًا بعد أن استعادوا حالتهم الطبيعية.

## النتيجة
لا يزال التقرير الرسمي الصادر عن لجنة تيواري بشأن مذبحة نيلي في طي الكتمان تحت حراسة مشددة (ولا يوجد منه سوى ثلاث نسخ فقط). وكان هذا التقرير الذي يبلغ عدد صفحاته ستمائة صفحة قد أُرسل إلى حكومة ولاية أسام في عام 1984، وقررت حكومة حزب المؤتمر (برئاسة هايتس وير سايكيا) عدم الكشف عن محتواه، وتبعتها الحكومات المتعاقبة في ذلك. وتبذل حاليًا الجبهة الديمقراطية المتحدة في ولاية أسام وغيرها من الجهات جهودًا قانونية للكشف عن تقرير لجنة تيواري، وذلك حتى يتسنى تحقيق قدر من العدالة للضحاياعلى الأقل بعد مرور 25 عامًا على الحادثة.
وكانت قوات الشرطة قد رفعت 688 قضية جنائية، منها 378 قضية أغلقت بسبب «عدم توفر الأدلة» وتم تسجيل 310 قضايا كلوائح اتهام، وتم إسقاط جميع هذه القضايا من قِبل الحكومة كجزء من إتفاقية أسام، ومن ثم لم يتلقَ شخص واحد العقاب.
هذا وقد وقَّع رئيس الوزراء راجيف غاندي اتفاقية أسام مع قادة اتحاد طلاب ولاية أسام في عام 1985 لإنهاء القلاقل في أسام رسميًا.
ويشعر البعض في هذا الإقليم أن «القلاقل التي شهدتها أسام» بدأت احتجاجًا على «الممارسات الاستغلالية التي قام بها الغرباء»، ومن بينهم البيروقراطيون البنغال ورجال الأعمال المارواريين ومقرضو الأموال المتنوعون والمقاولون وغيرهم من المستفيدين من مختلف المناطق في الهند، ولكن حملات الملاحقة التي أعقبت تلك الهستيريا الجماعية أضرت بالمسلمين الذين يتحدثون البنغالية ومسلمي أسام كذلك.